# 小山千帆
小山 千帆（こやま ちほ、1975年4月14日 - ）は、日本の政治家。立憲民主党所属の衆議院議員（1期）。元埼玉県川口市議会議員（1期）。

## 来歴
神奈川県横浜市生まれ。横浜市立吉原小学校、横浜市立港南中学校、神奈川県立横浜日野高等学校、富士短期大学（のちの東京富士大学短期大学部）経済学科第Ⅰ部を卒業。1996年より株式会社島忠、1999年より株式会社アール・ティー・ジー・ジャパン（イオン合併会社）、2002年より株式会社ニトリ、2007年より株式会社桜会（特別老人施設）で勤務し、同年、福祉環境コーディネーター、訪問介護員2級を保有する。
結婚後に埼玉県川口市へ転居し、2男を出産。長男に発達障害、次男に国指定の難病があり、子育てがひと段落した2021年より障がい福祉会社「LITALICO」にてライフコンサルタントとして活動を始める。
2023年4月23日執行の川口市議会議員選挙に、れいわ新選組公認で立候補し初当選。同年6月同市議会においては立憲民主党、れいわの共同会派が反対する「一部外国人による犯罪の取り締まり強化」を求める意見書に賛成した。2024年5月にれいわ新選組を離党、同年7月26日に市議を辞職した。
市議を辞職した直後の7月30日に立憲民主党の衆議院愛知15区総支部長に就任。小山によれば豊橋市が義父の故郷だという。一方で小山が川口市議時代に立憲民主党が反対する意見書に賛成した経緯から、多文化共生を重んじる党のスタンスと矛盾するとの批判が党所属議員や支持者から上がり、党選対委員長の大串博志は小山から「固有の地域事情を踏まえた」との説明があったとし、「党本部、愛知県連、埼玉県連として、一定の理解をした」と説明した。なお、小山は意見書に賛成した時点では議会関係者に「私の自宅の前でも毎日、暴走車両が通り抜けて、近所から苦情が殺到している。到底見過ごすことはできなかった」と話していたと産経新聞は報じたが、市議辞職以降は移民問題に関する取材を拒否している。
2024年8月9日の記者会見では福祉や子育ての政策に力を入れたいと話した。
同年10月27日執行の第50回衆議院議員総選挙では自由民主党前職の根本幸典に敗れたが、比例区で復活当選を果たした。

## 選挙
| 当落 | 選挙                     | 執行日         | 年齢 | 選挙区       | 政党         | 得票数    | 得票率 | 定数 | 得票順位 /候補者数 | 政党内比例順位 /政党当選者数 |
| ---- | ------------------------ | -------------- | ---- | ------------ | ------------ | --------- | ------ | ---- | ------------------ | ---------------------------- |
| 当   | 2023年川口市議会議員選挙 | 2023年4月23日  | 48   | ーー         | れいわ新選組 | 2829票    | ーー   | 42   | 26/62              | /                            |
| 比当 | 第50回衆議院議員総選挙   | 2024年10月27日 | 49   | 愛知県第15区 | 立憲民主党   | 4万2837票 | 23.34% | 1    | 3/5                | 5/6                          |